# Stazione di Santa Teresa Selinuntina
La stazione di Santa Teresa Selinuntina è stata una fermata ferroviaria posta lungo la ex linea ferroviaria a scartamento ridotto Castelvetrano-Porto Empedocle chiusa nel 1986, era a servizio di Santa Teresa Selinuntina, nel territorio comunale di Castelvetrano.

## Storia
La fermata venne attivata nel 1946, sostituendo la soppressa fermata di Latomie.
Nel 1986 la fermata cessò il suo funzionamento insieme alla tratta Castelvetrano-Ribera.

## Strutture e impianti
La fermata era dotata di un fabbricato viaggiatori e del binario di circolazione.